# Euploea cuvieri
Euploea cuvieri är en fjärilsart som beskrevs av Felder 1865. Euploea cuvieri ingår i släktet Euploea och familjen praktfjärilar. Inga underarter finns listade i Catalogue of Life.